# 午河
午河，位于中华人民共和国河北省西南部，是汦河左岸支流。上游分南、北两支，北支为主源。午河北支也称泲河或济河，发源于赞皇县西南院头镇大石门村以西，东南流至齐家庄村转东北流，经院头镇、南平旺水库、西阳泽乡、南清河乡等地，于南清河乡武家村转东流，至南邢郭镇西王俄村转东南流，经高邑县西南部和柏乡县西北部，于柏乡县县城柏乡镇赵家庄村以南与午河南支汇合，之后干流向东流，流经柏乡县县城南郊、南阳村、南滑二村、隆尧县固城镇大营村、火连庄村、前岳村、宁晋县北鱼乡等地，于宁晋县徐家河乡以西汇入汦河。干流（赵家庄以下）河长88千米，流域面积1115平方米。河道浅狭，坡陡流急，平时水量很少甚至断流，夏秋易泛滥成灾。